# 盧卡斯·內夫
盧卡斯·內夫（英語：Lucas Neff；1985年11月7日—）是一位美國演員。他最著名的作品是福斯電視台喜劇凸搥奶爸。盧卡斯出生在芝加哥，父母是猶太人和愛爾蘭人。他畢業於伊利諾大學芝加哥分校並在那裡開始演藝生涯。他還有一個弟弟。

## 外部連結
- 盧卡斯·內夫在互联网电影资料库（IMDb）上的資料（英文）